# Roger Byrne

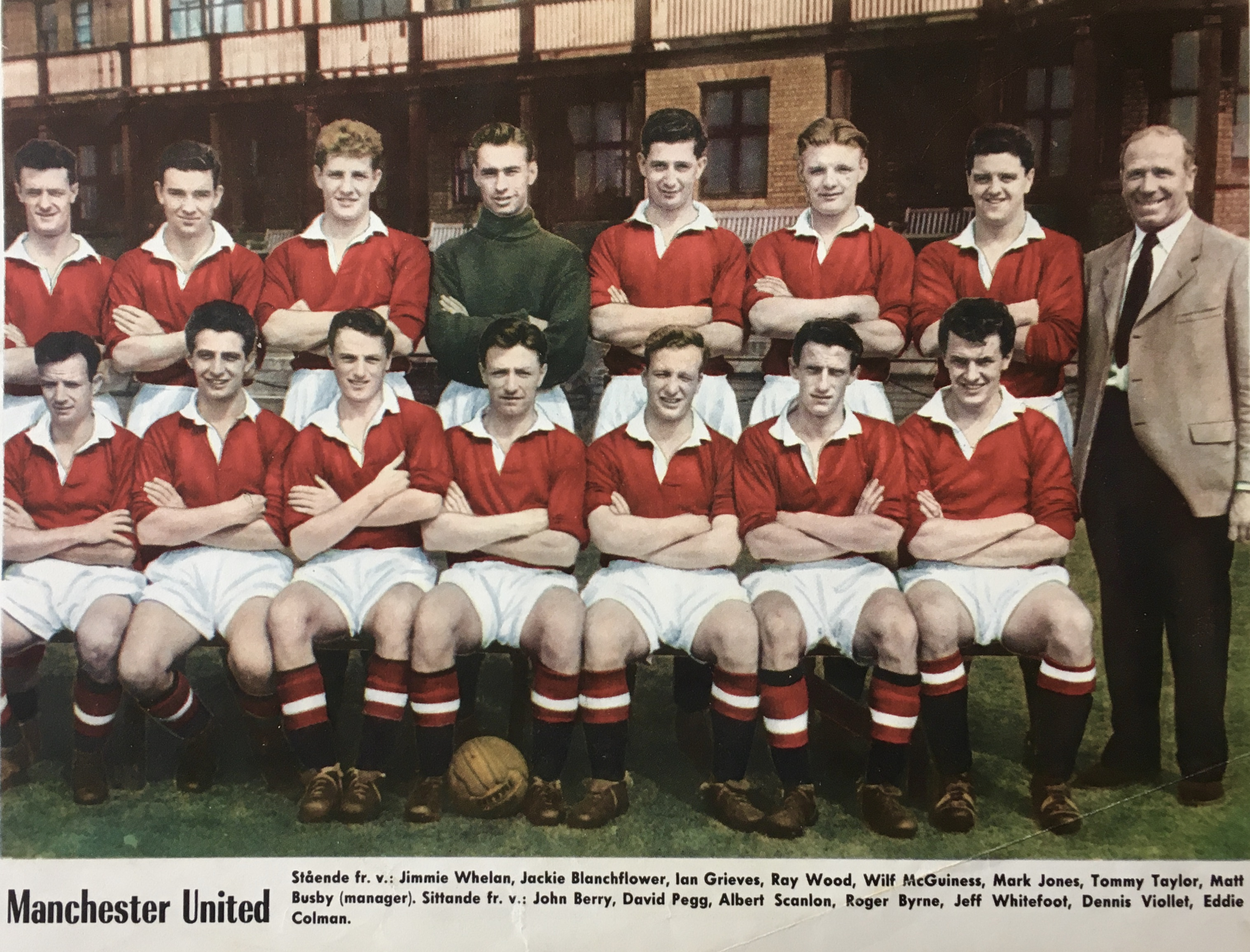
Manchester United F.C. aus dem Jahre 1957 – Bild zeigt 2. Reihe stehend v. l.: Jimmie Whelan, Jackie Blanchflower, Ian Greaves, Ray Wood, Wilf McGuinness, Mark Jones, Tommy Taylor, Matt Busby (Manager);1. Reihe hockend v. l.: Johnny Berry, David Pegg, Albert Scanlon, Roger Byrne (Kapitän), Jeff Whitefoot, Dennis Viollet und Eddie Colman.

Roger William Byrne (* 8. Februar 1929 in Gorton; † 6. Februar 1958 in München) war ein englischer Fußballspieler. Er spielte zwischen 1954 und 1957 in 33 Begegnungen für die englische Fußballnationalmannschaft. Kurz vor seinem 29. Geburtstag starb Byrne während des Flugzeugunglücks von British-European-Airways-Flug 609 in München, dem insgesamt acht Spieler von Manchester United zum Opfer fielen.

## Sportlicher Werdegang
Byrne unterschrieb im Jahr 1949 seinen ersten Vertrag als Nachwuchsspieler bei Manchester United. In den ersten beiden Spielzeiten wurde er in der Reservemannschaft zumeist auf der linken Halbposition und später als linker Außenstürmer eingesetzt. Nachdem er 1951 in den Profibereich wechselte und am 24. November 1951 beim 0:0 gegen den FC Liverpool in Anfield debütierte, gewann er in seiner ersten Saison die englische Meisterschaft.
In der darauffolgenden Saison wurde Byrne von Trainer Matt Busby zunächst auf die Verteidigerposition zurückgezogen. Nach einer Niederlagenserie organisierte Busby dann jedoch das Team neu und Byrne wurde wieder offensiv auf der linken Seite eingesetzt. Dabei schoss er in sechs Spielen sieben Tore. Im folgenden Jahr spielte Byrne als linker Verteidiger und behielt diese Position für den weiteren Verlauf seiner Karriere. Außergewöhnlich war seine offensive Ausrichtung in einer Zeit, als sich die Verteidiger in der Regel fast ausschließlich in der eigenen Spielhälfte aufhielten. Auch seine überdurchschnittliche Schnelligkeit und Spielübersicht sorgten dafür, dass Byrne die Außenverteidigerposition auf eine moderne Art interpretieren konnte.
Am 3. April 1954 debütierte Byrne im letzten Qualifikationsspiel zur WM 1954 in der Schweiz für die englische Nationalmannschaft und besiegte dabei Schottland in Glasgow mit 4:2. Er gehörte daraufhin auch dem englischen Kader bei der Weltmeisterschaft an und wurde in allen drei Spielen eingesetzt.
Byrne war fortan Mannschaftskapitän von Manchester United und gewann in den Jahren 1956 und 1957 seine zweite und dritte englische Meisterschaft. Auf dem Zenit seiner Karriere erreichte Byrne mit seinem Verein bei der zweiten Teilnahme an dem Europapokal der Landesmeister nach einem 3:3 im Rückspiel bei Roter Stern Belgrad das Halbfinale. Nachdem das Team während des Rückflugs von Belgrad zum Nachtanken in München einen Zwischenstopp eingelegt hatte, verunglückte das Flugzeug während des Abflugversuchs. Byrne zählte dabei zu den 23 Todesopfern der insgesamt 43 Passagiere.

## Erfolge
- Englischer Meister: 1951/52, 1955/56, 1956/57
- Charity-Shield-Sieger: 1952, 1956, 1957